# Камарг

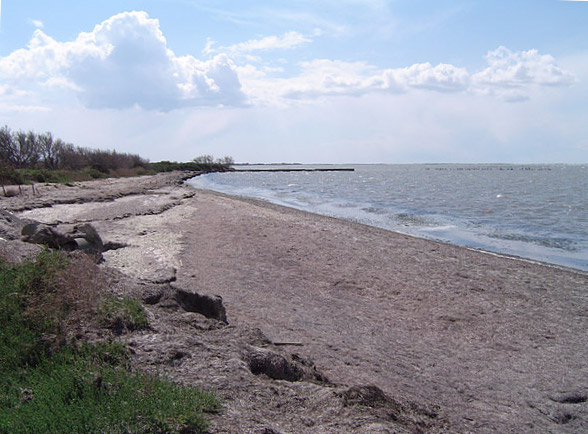
Узбережжя біля Етан-де-Ваккаре (Étang de Vaccarès)

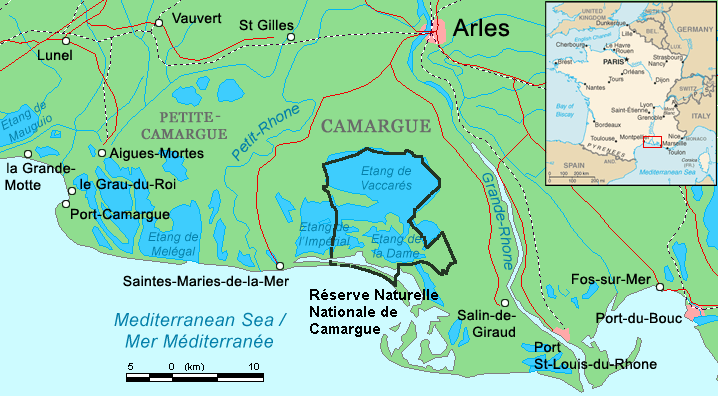
Карта Камарга

43°32′00″ пн. ш. 4°30′00″ сх. д. / 43.533333333333° пн. ш. 4.5° сх. д.
Камарг (окс. Camarga, фр. Camargue) — болотиста місцевість на півдні Франції, в дельті Рони, де розташовані кілька природоохоронних територій. Загальна площа — 930 км². Ландшафт — солончаки, очеретові болота, морські лагуни, наносні піщані острови.
Камарг поділяється на три частини двома рукавами Рони:
- Малий Камарг (фр. Petite Camargue) — на захід від Малої Рони
- Plan du Bourg — на схід від Великої Рони
- Великий Камарг — центральна частина, між рукавами Рони, більшу частину якого займає велика лагуна.

## Географія
Камарг має площу понад 930 км², це найбільша дельта річки Західної Європи. Камарг є величезною рівниною, що складається з великих соляних лагун або  ставів («étangs»), відрізаних від моря піщаними косами та оточених очеретом болотами, що, своєю чергою, оточені великою обробленою площею.
Приблизно третина Камарга — це озера або болота. Центральна територія навколо берегової лінії «Étang de Vaccarès» охороняється з 1927 року як регіональний парк, на знак визнання його великого значення як притулку для диких птахів. У 2008 році його було включено до більшого Природного регіонального пару Камарг.

## Флора і фауна
Камарг є домом для понад 400 видів птахів і був визнаний як важлива орнітологічна територія (IBA) організрацією BirdLife International. Його соляні ставки є одним із небагатьох середовищ існування в Європі Фламінго рожевого. Болота також є основним місцем проживання багатьох видів комах, зокрема деяких із "найлютіших" комарів, які можна зустріти у Франції. Камарзькі коні (Camarguais) бродять великими болотами разом із Камарзькою худобою.
Місцева флора Камарга адаптувалася до солоних умов. Морська лаванда і склянник процвітають у цій місцевості, так само як тамарикс і очерет.

## Регіональний парк
Офіційно заснований як регіональний парк і природний заповідник у 1970 році, Регіональний природний парк Камарг займає 820 км². Ця територія є однією з найпервозданніших і найзахищеніших у всій Європі. Придорожній музей надає довідкову інформацію про флору, фауну, а також історію місцевості.

## Вплив людини
Люди жили в Камарзі протягом тисячоліть, сильно впливаючи на неї за допомогою дренажних систем, дамб, рисових полів і соляних басейнів. Значна частина зовнішньої частини Камаргу була осушена для сільськогосподарських цілей.
Камарг має однойменну породу коней, білу камаргську. На камаргських конях їздять садівники (ковбої), які розводять у регіоні велику рогату худобу для бійцівських биків для регіонального використання та експорту в Іспанію, а також овець. Багато з цих тварин вирощують у напівпасовищних умовах, дозволяючи їм блукати по Камаргу в межах манади або вільно випасати стадо. Періодично їх збирають для вибракування, лікування чи інших заходів.
У Камарзі розвинулося небагато міст будь-якого розміру. Її «столицею» називають Арль, розташований на крайній півночі дельти, де Рона розгалужується на два головні рукави. Єдині інші міста, що заслуговують на увагу, розташовані вздовж морського узбережжя або поблизу нього: Сен-Марі-де-ла-Мер, яке також називають його «столицею», розташоване приблизно за 45 км на південний захід. Середньовічне місто-фортеця Ег-Морт розташоване на крайньому західному краю, в Малій Камарзі. Сент-Марі-де-ла-Мер є місцем щорічного паломництва ромів для вшанування Святої Сари.